# تشاد كولير
تشاد كولير (بالإنجليزية: Chad Collyer)‏ هو مصارع محترف أمريكي، ولد في 12 ديسمبر 1974 في ريتشموند في الولايات المتحدة.

## وصلات خارجية
- تشاد كولير على موقع CageMatch worker (الإنجليزية)
- تشاد كولير على موقع قاعدة بيانات المصارعة على الإنترنت (الإنجليزية)

- الموقع الرسمي
- تشاد كولير على موقع IMDb (الإنجليزية)
- تشاد كولير على موقع قاعدة بيانات الفيلم (الإنجليزية)